# Джером Карлі
Джером Карлі (англ. Jerome Karle; нар. 18 червня 1918 року, Нью-Йорк, США — пом. 6 червня 2013 року, Аннандейл, США) — американський фізико-хімік, лауреат Нобелівської премії з хімії 1983 року «за видатні досягнення в розробці прямого методу розшифровки структур», яку він розділив зі своїм багаторічним колегою Гербертом Гауптманом.

## Біографія і наукова робота
Джером Карлі породив 18 червня 1918 в Нью-Йорку. У 1937 році отримав ступінь бакалавра в Сіті-коледж при Нью-Йоркському університеті, де він познайомився з Хербертом Хауптманом, а в 1938 році — ступінь магістра з біології в Гарвардському університеті. У 1943 захистив дисертацію з фізичної хімії в Мічиганському університеті. У 1946 Карлі увійшов до штату військово-морської науково-дослідної лабораторії у Вашингтоні, де знову зустрівся з Хауптманом. У 1950-і роки співпрацював з ним над створенням прямого методу розшифровки тривимірних молекулярних структур за допомогою рентгенівської кристалографії. За ці роботи в 1985 році був удостоєний Нобелівської премії з хімії.